# Frankie Goes to Hollywood
Frankie Goes to Hollywood sono un gruppo musicale pop britannico originario di Liverpool, noto anche con la sigla FGTH, che conobbe il suo periodo di maggior successo nella prima metà degli anni ottanta del XX secolo.
Il gruppo realizzò le uniche produzioni originali nel suo primo periodo d'attività, tra il 1983 e il 1987, quando incise in studio due soli album, tuttavia sufficienti a garantirgli un grande successo internazionale.
Passato alla storia come uno dei gruppi più controversi del decennio, Frankie Goes to Hollywood è anche il secondo gruppo nella storia musicale britannica a raggiungere la prima posizione con i primi 3 singoli (Relax, Two Tribes e The Power of Love), eguagliando il primato dei Gerry and the Pacemakers (anch'essi di Liverpool) del 1964.
Veterani della scena post-punk e imparentati con il new romantic, i componenti di Frankie Goes to Hollywood si distinsero per un proprio stile pop e synth pop dalle sfumature disco e dance. Il gruppo figura anche tra gli esponenti del dance rock e del contemporary pop/rock.

## Storia

### Scelta e metamorfosi del nome
Originalmente nominati Hollycaust, scelsero il nome di Frankie Goes to Hollywood nel 1980. Sul lato B del loro primo singolo, Johnson spiegò che il nome del gruppo deriva da una pagina della rivista The New Yorker che aveva il titolo Frankie Goes Hollywood e un'immagine di Frank Sinatra. Questo anche se la pagina della rivista a cui si riferiva Johnson era in realtà un poster pop art di Guy Peellaert. Alcuni comunque sostengono che Frankie si riferisca proprio a Frank Sinatra.

### Formazione del gruppo
Il nucleo originario del gruppo emerse dalla scena punk della Liverpool di fine anni settanta quando il cantante William "Holly" Johnson (che era già stato bassista del gruppo Big in Japan ed autore di due singoli di musica punk), incontrò Peter Gill (batteria), Jed O'Toole (basso) e Brian Nash (chitarrista e cugino di quest'ultimo), formando un gruppo che prese il nome di Sons of Egypt e che si esibì in piccoli concerti locali prima di sciogliersi.
Parte del gruppo fu poi ripresa quando a Johnson si unirono sia Mark O'Toole (anch'egli bassista e fratello di Jed) e Peter "Ped" Gill formando così il primo nucleo degli FGTH e, durante un periodo particolarmente intenso di cambi di personale, Jed O'Toole passò alla chitarra ed una cantante femminile Sonya Mazumder (detta Mazunda), si unì al gruppo come corista.
Durante il loro primo concerto svoltosi al "The Warehouse", un nightclub di Leeds, dove si esibirono come supporter di un gruppo allora più in voga e chiamato Hambi & The Dance, il cantante Paul Rutherford (già membro degli Spitfire Boys e con cui pubblicò un solo 45 giri) vide i FGTH e fu così preso dall'esibizione che si sostituì alla Mazumder quella stessa notte divenendone il corista e ballerino.
La nuova formazione musicale tutta al maschile continuò in seguito ad esibirsi a livello locale affiancata da un duo femminile (Julie e Marie Muscatelli) noto come "The Leatherpets" e riuscendo a raccogliere i fondi per finanziare materiale demo e promozionale che però fu rifiutato da Arista Records.
Nell'ottobre del 1982 il gruppo registrò una John Peel Session per BBC Radio 1, che comprendeva i brani originali "Krisco Kisses", "Two Tribes", "Disneyland" e "The World Is My Oyster" ed in questo periodo Jed O'Toole lasciò il gruppo, per essere sostituito dal ritorno di Brian Nash.
Nel febbraio del 1983, il gruppo fu invitato a partecipare allo spettacolo The Tube di Channel 4 presso la Liverpool State Ballroom e dove fu registrato un primo video per il brano Relax. Dopo la trasmissione, la sessione in precedenza registrata da Peel fu ripetuta alla radio ed una nuova sessione (che comprendeva i brani Welcome to the Pleasuredome, "The Only Star in Heaven" ed ancora "Relax") fu registrata per la BBC. Queste ultime esibizioni, insieme a una ripetizione del video "Tube", convinsero Trevor Horn ad offrire ai FGTH un contratto con la sua etichetta ZTT Records nel maggio successivo.

### Successo
Il loro singolo di debutto, Relax, venne pubblicato nel 1983 e censurato da radio e televisione a causa del testo provocatorio (alcuni vi hanno visto espliciti riferimenti sessuali) ma, grazie alla pubblicità suscitata dallo scandalo, raggiunse la prima posizione delle classifiche inglesi così come i due singoli successivi: Two Tribes e The Power of Love.
Il primo album Welcome to the Pleasuredome uscito nel 1984 e caratterizzato da sonorità "funky-disco-dance-rock", venne realizzato con il fondamentale supporto degli effetti in studio del produttore Trevor Horn. Sebbene il pubblico apprezzasse la singolare musica dell'album, la critica la giudicò inconsistente, di scarsa qualità ed oscurata dall'immagine esuberante che il gruppo dava di sé. Nonostante tutto però, l'album raggiunse la prima posizione delle classifiche inglesi.
Pur non eguagliando il successo dell'esordio, nel 1986 uscì il secondo album Liverpool, che includeva il singolo Rage Hard e che di nuovo godette di una notevole, seppur breve, popolarità.

### Scioglimento
In seguito ad una serie di dissidi interni e problematiche legali, il gruppo si sciolse definitivamente nel 1988. Più tardi Johnson avviò una carriera solista con l'album Blast (1989) che raggiunse la prima posizione delle classifiche britanniche, mentre Rutherford pubblicò a proprio nome il suo unico album Oh World (1989).

### Riunioni
Nel 2003 l'emittente britannica VH-1 contattò Johnson, Rutherford, Gill, Nash e Mark O'Toole chiedendogli di esibirsi nel programma Bands Reunited come Frankie goes to Hollywood, ma sia Johnson che Nash ebbero delle riserve sul fatto di dover suonare senza aver avuto la possibilità di provare con gli altri membri del gruppo e così un primo tentativo di riunione con i membri originali dei FGTH non avvenne.
Nel 2004 la band intraprese una tournée con Ryan Molloy come cantante e frontman (al posto di Holly Johnson) e con Jed O'Toole come chitarrista al posto del fratello Mark. La stessa formazione continuò in un tour europeo del 2005 partecipando anche al Big Gay Out festival svoltosi all'Hyde Park di Londra.
In seguito la band annunciò l'uscita di un nuovo album nel 2007 ma nell'aprile dello stesso anno fu annunciato che Gill, Rutherford, Jed O'Toole e Molloy (al fine di evitare problemi legali con Holly Johnson sull'uso del nome Frankie Goes to Hollywood), avevano cambiato il nome della band in Forbidden Hollywood ed avrebbero suonato le nuove canzoni insieme al vecchio materiale degli FGTH. Nella primavera dello stesso anno furono annunciate anche le date del tour ma nel seguente mese di giugno ne giunse la cancellazione.
Nella primavera del 2023 si sono riuniti in occasione dell'Eurovision Song Contest 2023 che si svolge nella loro città, Liverpool. Il 7 maggio hanno cantato Welcome to the pleasure dome.

## Formazione
- Holly Johnson – voce solista e frontman (1980–1987, 2023)[16]
- Paul Rutherford – cori e tastiere (1980–1987, 2004–2007, 2023)[16]
- Jed O'Toole – chitarra e cori (1980–1982, 1984, 1987, 2004–2007)[16]
- Peter Gill – batteria (1980–1987, 2004–2007, 2023)[16]
- Mark O'Toole – basso e cori (1980–1987, 2004–2007. 2023)[16]
- Brian Nash – chitarra e cori (1982–1987, 2023)[17]
- Sonia Mazumder – cori (1980)[18]
- Ryan Molloy – voce solista (2004–2007)[19]

## Discografia

### Album in studio
- 1984 — Welcome to the Pleasuredome (ZTT Records)
- 1986 — Liverpool (ZTT Records)

### Singoli
- 1983 — Relax / One September Monday (ZTT Records)
- 1984 — Two Tribes / One February Friday (ZTT Records)
- 1984 — The Power of Love / The World Is My Oyster (ZTT Records)
- 1985 — Welcome to the Pleasuredome / Get It On (ZTT Records)
- 1986 — Rage Hard / (Don’t Lose What’s Left) Of Your Little Mind (ZTT Records)
- 1986 — Warriors of the Wasteland / Warriors (Of the Wasteland) (ZTT Records)
- 1987 — Watching the Wildlife / The Waves (ZTT Records)

### Raccolte
- 1993 — Bang!… The Greatest Hits of Frankie Goes to Hollywood
- 1994 — Reload! Frankie: The Whole 12 Inches
- 2000 — Maximum Joy
- 2000 — The Club Mixes 2000
- 2001 — Twelve Inches
- 2009 — Frankie Say Greatest
- 2012 — Sexmix Volume 1
- 2012 — Frankie Said — The Very Best

## Videografia
- 2001 — Frankie Goes to Hollywood — Hard On!

## Opere dedicate
Ocean Software pubblicò un videogioco intitolato Frankie Goes to Hollywood, basato ufficialmente sul gruppo e sulle sue musiche.

## Imitatori negli USA
Nel 1998 una band che si annunciava con i nomi di Frankie Goes to Hollywood e The New Frankie Goes to Hollywood with Davey Johnson intraprese (senza nessuna autorizzazione legale o consenso e senza nemmeno avere tra i suoi membri nessuno degli originali dei FGTH), una serie di esibizioni negli Stati Uniti. Questa banda di impostori era guidata da un americano che si faceva chiamare Davey Johnson ed affermava di essere sia il fratello di Holly Johnson che di aver lavorato come musicista non accreditato in Welcome to the Pleasuredome
I membri reali dei FGTH ed il loro produttore Trevor Horn smentirono entrambe le affermazioni e Mark O'Toole, che in quel periodo viveva in Florida, avvertì i promoters di non assumerli mentre Holly Johnson contattò la rivista specializzata Pollstar per confermare che l'atto con sede in America non era autorizzato. Così la band non autorizzata non trovò spazio per esibirsi e riuscì soltanto ad ottenere piccole esibizioni in piccoli club negli Stati Uniti meridionali continuando ad esibirsi fino a settembre del 2000, quando un articolo sulla controversia fu pubblicato nel numero di quel mese della rivista americana Spin